# Shrek Treći
Shrek Treći (engl. Shrek the Third) je računalno-animirani film iz 2007. godine animacijskoga studija DreamWorks Animation i peti nastavak iz serijala Shrek. Redatelj filma je Chris Miller.

## Radnja
Tri godine nakon događaja iz drugog filma, Shrek i princeza Fiona trebali bi naslijediti umirućeg kralja Harolda, ali Shrekovi pokušaji da služi kao regent tijekom Haroldovog medicinskog dopusta završili su katastrofom. Shrek inzistira na tome da ogar kao kralj nije idealan i da mora postojati netko drugi tko će vladati daleko dalekom. Prije nego što umre, Harold govori Shreku o još jednom nasljedniku: njegovom nećaku i Fioninom rođaku, Arthuru "Artieju" Pendragonu. U međuvremenu, šarmantni princ zaklinje se da će postati kralj "Tamo Tamo Daleko" i osvetiti smrt svoje majke, Vilinske Kume. Šarmer odlazi u krčmu Otrovna jabuka i nagovara zlikovce iz bajke da se bore za svoj "sretno do kraja života".
Shrek, Magare i Mačak u čizmama krenuli su po Artieja. Dok su otplovili, Fiona otkriva Shreku da je trudna, na Shrekov užas, jer on vjeruje da nije sposoban odgajati djecu. Trio putuje u Worcestershire Academy, elitni magični internat, gdje otkrivaju da je Artie mršavi, 16-godišnji neuspješan mladić. Na školskom skupu ohrabrenja, Shrek kaže Artieju da je izabran za kralja Tamo Tamo Daleko. Artie je uzbuđen sve dok ga Magare i Mačak nenamjerno ne preplaše razgovarajući o kraljevim odgovornostima. Izgubivši samopouzdanje, Artie pokušava preuzeti kontrolu nad brodom i usmjeriti ga natrag u Worcestershire; nakon svađe sa Shrekom, brod se sruši na udaljeni otok gdje naiđu na Artiejeva umirovljenog učitelja čarobnjaka, Merlina.
Fiona i kraljica Lillian ugošćuju Snjeguljicu, Pepeljugu, Trnoružicu, Matovilka i Ružnu polusestru Doris na proslavi djeteta kada Šarmer i drugi zlikovci napadnu dvorac. Gingy, Pinocchio, Veliki zločesti vuk i Tri praščića zadržavaju Šarmerovu grupu dovoljno dugo da dame pobjegnu. Kad jedna od svinja slučajno otkrije da je Shrek otišao po Artieja, Šarmer šalje kapetana Kuku i njegove gusare da ih pronađu. Dame su zaključane u kuli nakon što ih Matovilka izda, nakon što se zaljubila u Šarmera.
Hook i njegovi gusari sustižu Shreka na Merlinovom otoku. Shrek izbjegava uhićenje, a Hook otkriva kako je Šarmer preuzeo Tamo Tamo Daleko. Shrek nagovara Artieja da se vrati u Worcestershire. Umjesto toga, Artie natjera Merlina da upotrijebi svoju magiju da ih pošalje u Tamo Tamo Daleko. Čarolija uzrokuje da mačak i magarac slučajno zamijene tijela. Pronalaze Pinocchia i saznaju da Šarmer planira ubiti Shreka kao dio predstave. Nakon provale u dvorac bivaju uhvaćeni i odvedeni u zarobljeništvo.
Šarmer se priprema ubiti Artieja kako bi zadržao krunu. Kako bi spasio Artiejev život, Shrek laže, tvrdeći da je samo koristio Artieja da ga zamijeni kao sljedećeg kralja. Šarmer vjeruje Shreku i dopušta obeshrabrenom Artieju da ode. Magarac i Mačak zatvoreni su s Fionom i damama, gdje Fiona postaje frustrirana njihovim nedostatkom inicijative. Lillian udarcem u glavu razbija otvor u kamenom zidu zatvora. Dok princeze pokreću misiju spašavanja Shreka, Magare and Mačak spašavaju Gingy, Pinokija i ostali zajedno sa Zmajevom i Magarovom djecom. Mačak i Magare umiruju Artieja objašnjavajući da je Shrek lagao kako bi spasio Artiejev život.
Šarmer priređuju obračun u glazbenom kazalištu ispred kraljevstva. Baš kad se Šarmer sprema ubiti Shreka, Fionu, Mačka i Magareta, princeze i drugi likovi iz bajki sukobljavaju se s negativcima, no brzo su svladani. Artie se pojavljuje i drži govor zlikovcima, uvjeravajući ih da mogu biti prihvaćeni u društvo umjesto da budu izopćenici. Zlikovci pristaju odustati od svojih zlih postupaka, dok Šarmer odbija slušati i napada Artieja svojim mačem. Shrek blokira udarac i čini se da je uboden. Šarmer sebe proglašava novim kraljem, ali Shrek otkriva da je mač promašio i gura Šarmera u stranu, dok Zmajica ruši toranj na Šarmera. 
Artie je okrunjen za novog kralja. Dok kraljevstvo slavi, Merlin poništava zamjenu tijela Mačka i Magareta. U međuvremenu, u močvari, Shrek i Fiona počinju odgajati svoje nove trojke, noseći se s roditeljstvom uz pomoć Magarca, Mačka, Lillian i Zmajice.

## Uloge
| Ime              | Engleska verzija  | Hrvatska verzija      |
| ---------------- | ----------------- | --------------------- |
| Shrek            | Mike Myers        | Vedran Mlikota        |
| Fiona            | Cameron Diaz      | Renata Sabljak        |
| Magarac          | Eddie Murphy      | Krešimir Mikić        |
| Princ Šarmer     | Rupert Everett    | Aleksandar Cvjetković |
| Mačak u Čizmama  | Antonio Banderas  | Sven Medvešek         |
| Arthur Pendragon | Justin Timberlake | Franjo Dijak          |
| Merlin           | Eric Idle         | Dražen Bratulić       |

Ostali glasovi u hrvatskoj verziji:
- Krešimir Mikić
- Dražen Bratulić
- Božidar Smiljanić
- Zrinka Cvitešić
- Ranko Tihomirović
- Filip Šovagović
- Zoran Gogić
- Marijana Mikulić
- Ozren Grabarić
- Matea Kranjčec
- Ljubo Zečević
- Ambrozije Puškarić
- Mirela Brekalo
- Ronald Žlabur
- Ivana Husar
- Žana Bumber
- Jadranka Krajina
- Renata Sabljak
- Roman Wagner
- Jasna Palić-Picukarić
- Robert Ugrina
- Magdalena Mihovec
- Damir Hoyka
- Jasna Bilušić
- Pero Juričić
- Siniša Ružić
- Nina Benović
- Saša Buneta
- Žarko Savić
- Srđana Šimunović
- Bojan Navojec
- Lea Bulić
- Sanela Kahteran
- Božidar Peričić
- Bojan Čulina

- Sinkronizacija: Duplicato Media d.o.o.
- Redateljica dijaloga: Ivana Vlkov Wagner
- Redateljica vokalnih izvedbi: Mima Karaula
- Prijevod, prilagodba i stihovi dijaloga: Tomislav Mihalić

## Unutarnje poveznice
- DreamWorks Animation
- Shrek
- Shrek 2
- Shrek uvijek i zauvijek

## Vanjske poveznice
- (engl.) Shrek Treći - službene stranice